# Volksbank pur
Die Volksbank pur eG ist eine Genossenschaftsbank mit Sitz in Karlsruhe. Ihre Hauptstelle befindet sich in der Ludwig-Erhard-Allee 1.
Die Produktpalette beinhaltet neben den traditionellen Bankangeboten auch elektronische Direktbankleistungen. Darüber hinaus ist die Volksbank in den Geschäftsbereichen Immobilienvermittlung (über die Tochterfirma Volksbank pur Immobilien GmbH & Co. KG, vormals Hust & Herbold GmbH & Co. KG), Versicherungen, Bausparen, Leasing und Factoring tätig.

## Geschichte
Die Volksbank pur eG geht über mehrere Fusionen in ihrem Kern auf die Volksbank Karlsruhe eG zurück, die 1858 als Vorschussverein Carlsruhe gegründet wurde und somit eine der ältesten Genossenschaftsbanken in Baden war.
Im Jahre 2017 fusionierte die Spar- und Kreditbank Karlsruhe, im Jahre 2020 die Spar- und Kreditbank Hardt und im Jahre 2021 die Volksbank Baden-Baden Rastatt mit der Volksbank Karlsruhe. Der Name der Bank lautete daraufhin Volksbank Karlsruhe Baden-Baden eG. Im Oktober 2022 fusionierte die Volksbank Karlsruhe Baden-Baden mit der Volksbank Pforzheim und der VR Bank Enz plus zur Volksbank pur.

## Bankraubserie 2000 bis 2010
Im Zeitraum von 2000 bis 2010 wurden insgesamt vier Mal Filialen der Volksbank Karlsruhe von den sogenannten Gentlemen-Räubern überfallen, davon zweimal die Filiale in der Landauer Straße in der Karlsruher Nordweststadt. Bei ihrem letzten Überfall am 10. Dezember 2010 auf die Karlsruher Filiale am Karlstor wurden die beiden Täter bei einem Schusswechsel mit der Polizei getötet.